# 塩谷朝義
塩谷 朝義（しおのや ともよし）は、下野国塩谷郡の平安末期の武将。

## 概要
源姓塩谷氏(堀江氏)の五代目。最後の当主。
兄である正義に子が無かったため、兄より家督を譲られ当主となる。これが具体的にいつかは分からないが、建久元年（1190年）前後の出来事と考えられている。しかし、本人も嗣子に恵まれなかったため、宇都宮氏より養子を迎えて娘婿とし、この養子の朝業に家督を継がせている。宇都宮氏は藤原姓であるため、これを以って源姓塩谷氏の嫡流は断絶し、以後、塩谷氏は藤姓となる。この時期については、朝業の領地のひとつであった下伊佐野の箒根神社の由緒沿革によれば、建久2年（1191年）に下伊佐野一帯が朝業の領地となり、免地高二石二斗を寄進されたとあり、この頃か、少なくともこの時以前には、家督を継いでいたものと考えられている

## 喜連川塩谷系譜における朝義
喜連川塩谷系譜においても、朝義の事績については、年代的なズレがあるが、ほぼ同じくしている。しかし、兄である正義を父としており、これは、兄の家督を継いだという意味で整合性を見出せなくも無いが、叔父であるはずの惟広が弟になっている。